# Svaner
Svaner er en gruppe af egentlige andefugle (slægterne Cygnus og Coscoroba) og udgør sammen med gæs underfamilien svaner og gæs.
Svaner har stor symbolværdi. Knopsvanen er udnævnt til Danmarks nationalfugl, og svaner bruges som symbol for de nordiske lande, ligesom de har lagt navn til Miljømærket Svanen.
En enkelt af dem blev verdensberømt som den grimme ælling, der blev til en smuk svane. I øvrigt kaldes svanens unger blot for svaneunger, selvom hjemmestrikkede benævnelser som f.eks. "svælling" kan forekomme. I modsætning til 97 % af fuglearter er han-svanen som andre andefugle udstyret med en penis.
Den mytologiske kongedatter Leda, der besvangres af svanen, har inspireret mange kunstmalere gennem tiden. Arkitekt Arne Jacobsen har bl.a. tegnet en stol med navnet Svanen. Svanen er også et yndet motiv i klassisk musik, hvor den bl.a. kendes fra balletterne Svanesøen af Tjajkovskij og Den døende Svane af Saint-Saëns samt Den stegte Svanes sang i Carmina Burana. Hermed forbindes svanen med et elegisk træk, som også kendes i udtrykket "svanesang", der netop har sin oprindelse i folketroens opfattelse af sangsvanens skrig som et dødsskrig.
Der er et stjernebillede ved navn Svanen, som er et af de markanteste stjernebilleder på den nordlige stjernehimmel om sommeren, og hvis hovedstjerne Deneb er et af hjørnene i den bekendte konstellation "sommertrekanten".

## Svanearter
I Danmark findes tre svanearter:
- Knopsvane (Cygnus olor)
- Sangsvane (Cygnus cygnus)
- Pibesvane (Cygnus columbianus)

Andre svaner:
- Sorthalset svane (Cygnus melanocorypha)
- Sortsvane (Cygnus atratus)
- Trompetersvane (Cygnus buccinator)
- Coscorobasvane (Coscoroba coscoroba)

## Eksterne links
- Mærkning af Themsens svaner.